# Rabsztyn (Radzyń Podlaski)
Rabsztyn – niestandaryzowana część miasta Radzynia Podlaskiego w Polsce, w województwie lubelskim, w powiecie radzyńskim. Rozpościera się w okolicy ulicy Warszawskiej i jej odnóg, w północno-zachodniej części miasta.

## Historia
Rabsztyn to dawny obszar dworski. Według inwentarza dóbr radzyńskich z 1799 roku na Rabsztynie, północno-zachodniej części miasta, znajdowały się cztery domy. Osada Rabsztyn obejmowała 1 morgę i 40 prętów, i wchodziła w skład majątku Radzyń wraz z wsiami Biała, Białka, Branica, Chomejowa Wola, Główne, Kozirynek, Niewęgłosz, Olszewnica, Płudy, Rabsztyn, Zabiele i Zbulitów
W latach 1867–1919 należał do gminy Biała w powiecie radzyńskim. W Królestwie Polskim przynależał do guberni siedleckiej, a w okresie międzywojennym do woj. lubelskiego. 13 października 1919 Rabsztyn wyłączono z gminy Biała i włączono go do odzyskującego status miasta Radzynia. Teren ten podarował miastu dziedzic okolicznych dóbr – Bronisław Szlubowski. Na obszarze Rabsztyna, przy ulicy Warszawskiej, wybudowano w 1932 roku stadion sportowy.